# 豊関広域農道
豊関広域農道（ほうかんこういきのうどう）は、山口県下関市を通る農道。事務事業名は［豊関広域営農団地農道整備事業」。
3区間に分かれている。

## 概要

### 下関・菊川ルート(第1期区間)
- 愛称：グリーンロード
- 起点：下関市大字員光（山口県道33号下関美祢線）
- 終点：下関市菊川町大字七見（国道491号線）
- 農道延長：L＝9.3km
- トンネル：2箇所
- 橋梁：7箇所
- 開通日：平成21年11月13日

### 豊浦・豊北ル－ト(第2期区間)
- 愛称：ブルーロード
- 起点：下関市豊浦町大字宇賀（山口県道260号宇賀山陽線）
- 終点：下関市豊北町大字田耕（山口県道270号田耕湯玉停車場線）
- 農道延長：L＝6.7km
- トンネル：1箇所
- 開通日：平成23年3月29日

### 豊田町ルート(第3期区間)
- 愛称：フルーツロード
- 起点：下関市豊田町大字江良（山口県道262号豊浦豊田線）
- 終点：下関市豊田町大字八道（国道491号線）
- 農道延長：L=6.6km
- トンネル：なし
- 橋梁：4ヶ所
- 開通日：平成23年9月30日